# تاباكولو تشوكو
تاباكولو تشوكو (الاسم العلمي: Scytalopus chocoensis) (بالإنجليزية: Choco Tapaculo)‏ هو نوع من الطيور يتبع جنس التاباكولو من فصيلة التاباكولات. ويوجد في كولومبيا والإكوادور وبنما.